# Провинции Японии
Прови́нции Япо́нии (яп. 国 куни) — исторические области Японии, существовавшие до современного деления на префектуры. Каждая область состояла из нескольких уездов (郡 — гун, или кори).

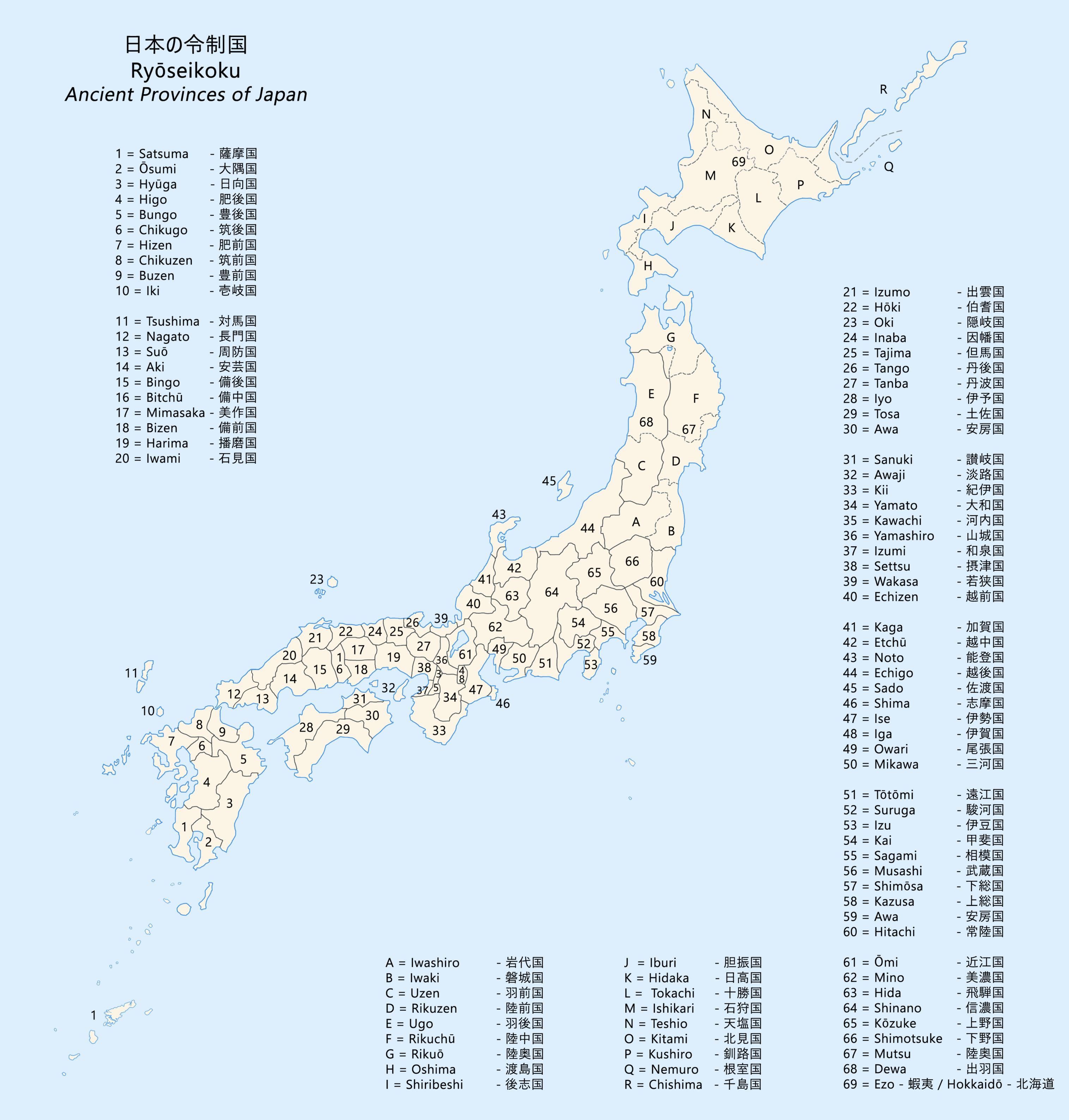
Исторические области Японии

Первоначально деление на области было не только географическим, но и административным. Однако к концу эпохи Муромати административные границы определялись уже в большей степени границами владений даймё. При Тоётоми Хидэёси от использования областей в качестве административных округов отказались окончательно. В эпоху Эдо владения даймё стали называть хан. Области продолжали существовать как географическое понятие, и, называя какой-либо город, люди часто указывали и область, и хан, к которым он относится.
Во времена реставрации Мэйдзи деление на ханы было официально закреплено, но вскоре они были заменены на фу (городские префектуры) и на кэны (сельские префектуры). В то же время использование областей при указании адреса не только не прекратилось, а напротив, увеличилось. К 1871 г. число префектур составляло 304, а число провинций — 68, не считая острова Хоккайдо и Рюкю. Границы многих префектур были запутанными и не совпадали с границами областей. Постепенно число префектур сокращалось и к 1881 году составило 37; затем некоторые префектуры были поделены надвое, так что к 1885 году префектур было 45. Впоследствии добавились префектуры Хоккайдо и Окинава, и сегодня число префектур составляет 47.
До настоящего времени деление на области так и не было официально отменено, хотя и считается устаревшим. Названия областей часто используются для обозначения природных явлений, а также в названиях компаний и торговых марках. В начале 2000-х годов губернатор префектуры Нагано предложил переименовать её в Синсю (от старинного названия области — Синано).
Области делятся на кинай (прилежащие к столице) и семь или восемь до (маршрутов, или округов). При этом не следует путать до с современными дорогами, такими, как Токайдо — дорогой от Токио до Киото, или до Кобэ. Не следует также путать округ Хоккайдо и префектуру Хоккайдо — эти две географические зоны пересекаются, но не совпадают.

## Начало VIII века
- Кинай 畿内　(прилежащие к столице области)
  - Ямато 大和国 (в то время — местопребывание императора) (первоначально писалась 倭国 — до правления императрицы Гэммэй, при которой в 710 году появилась первая постоянная столица Японии в городе Нара в этой же области)
  - Кавати　河内国
  - Сэтцу　摂津国
  - Ямасиро　山城国 (раньше также писалась 山背国 или 山代国; именно в этой области находится Киото)
- Тосандо 東山道　(маршрут «восток-горы»)
  - Оми　近江国 (букв. «Ближнее озеро»; имеется в виду Бива)
  - Мино　美濃国
  - Хида　飛騨国
  - Синано　信濃国
  - Кодзукэ 上野国 (букв. «Верхнее Кэно», часть древней области Кэно)
  - Мусаси　武蔵国
  - Симоцукэ 下野国 (букв. «Нижнее Кэно», часть древней области Кэно)
  - Муцу 陸奥国 (также называется Митиноку　陸奥（みちのく）, букв. «Неизведанные земли»)
- Токайдо 東海道 (маршрут «восток — море»)
  - Ига　伊賀国
  - Исэ　伊勢国
  - Сима　志摩国
  - Овари　尾張国
  - Микава　三河国
  - Тотоми 遠江国 (букв. «Дальнее озеро»; имеется в виду Хамана)
  - Суруга　駿河国
  - Идзу　伊豆国
  - Каи　甲斐国
  - Сагами　相模国
  - Кадзуса 上総国 (букв. «Верхняя Фуса», часть древней области Фуса)
  - Симоса 下総国 (букв. «Нижняя Фуса», часть древней области Фуса)
  - Хитати 常陸国 («хи-тати» означает буквально «солнце встает», то есть «восток», но название области записывается как «хита-ти», иероглифами, которые означают «всегда» и «земля»)
- Хокурикудо 北陸道 (маршрут «север — берег»)
  - Вакаса　若狭国
  - Этидзэн 越前国 (часть древней области Коси)
  - Эттю 越中国 (часть древней области Коси)
  - Этиго 越後国 (часть древней области Коси)
  - Садо　佐渡国 (самый крупный остров в Японском море; расположен к северо-западу от Ниигаты)
- Санъиндо 山陰道 (маршрут «горы — сзади»)
  - Тамба　丹波国
  - Тадзима　但馬国
  - Инаба　因幡国
  - Хоки　伯耆国
  - Идзумо　出雲国
  - Ивами　石見国
  - Оки　隠岐国 (группа островов в Японском море к северу от префектуры Симане)
- Санъёдо 山陽道 (маршрут «горы — спереди»)
  - Харима　播磨国
  - Бидзэн 備前国 (часть древней области Киби)
  - Биттю 備中国 (часть древней области Киби)
  - Бинго 備後国 (часть древней области Киби)
  - Аки　安芸国
  - Суо　周防国
  - Нагато　長門国
- Нанкайдо 南海道　 (маршрут «юг — море»)
  - Кии 紀伊国 (иногда Ки)
  - Авадзи 淡路国 (букв. «Путь в область Ава»; самый крупный остров во Внутреннем Японском море, расположен между выступом Кии острова Хонсю с востока и островом Сикоку с запада)
  - Ава　阿波国
  - Сануки　讃岐国
  - Иё　伊予国
  - Тоса　土佐国
- Сайкайдо 西海道　 (маршрут «запад — море»)
  - Тикудзэн　筑前国
  - Тикуго　筑後国
  - Будзэн 豊前国　 (часть древней области Тоё[англ.])
  - Бунго 豊後国　 (часть древней области Тоё)
  - Хидзэн 肥前国　 (часть древней области Хи)
  - Хиго 肥後国　 (часть древней области Хи)
  - Хюга　日向国
  - Танэ 多褹国 (мелкие острова к югу от Кюсю)
  - Сацума　薩摩国
  - Ики 壱岐国　 (остров в Японском море к северу от Кюсю)
  - Цусима 対馬国　 (два острова между Японией и Кореей, разделяющие Корейский пролив на Западный проход и Восточный проход)

## C начала IX века до реставрации Мэйдзи
- Кинай (прилежащие к столице области)
  - Ямасиро (в то время — местонахождение императорской резиденции)
  - Ямато
  - Кавати
  - Идзуми (отделена от Кавати в 757 году)
  - Сэтцу
- Тосандо (маршрут «восток — горы»)
  - Оми
  - Мино
  - Хида
  - Синано
  - (Мусаси отнесена к Токайдо)
  - Кодзукэ
  - Симоцукэ
  - Муцу
  - Дэва (отделена от Этиго и Муцу в 713 году)
- Токайдо (маршрут «восток — море»)
  - Ига
  - Сима
  - Исэ
  - Овари
  - Микава
  - Тотоми
  - Суруга
  - Идзу
  - Каи
  - Сагами
  - Мусаси (передана из Тосандо в Токайдо в 771 году)
  - Ава (отделена от Кадзуса в 781 году)
  - Кадзуса
  - Симоса
  - Хитати
- Хокурикудо (маршрут «север — берег»)
  - Вакаса
  - Этидзэн
  - Кага (отделена от Этидзэн в 757 году)
  - Ното (отделена от Эттю в 823 году)
  - Эттю
  - Этиго
  - Садо
- Санъиндо (маршрут «горы — сзади»)
  - Тамба
  - Танго (отделена от Тамба в 713 году)
  - Тадзима
  - Инаба
  - Хоки
  - Идзумо
  - Ивами
  - Оки
- Санъёдо (маршрут «горы — спереди»)
  - Харима
  - Мимасака
  - Бидзэн
  - Бинго
  - Биттю
  - Аки
  - Суо
  - Нагато
- Нанкайдо (маршрут «юг — море»)
  - Кии
  - Авадзи
  - Ава
  - Сануки
  - Иё
  - Тоса
- Сайкайдо (маршрут «запад — море»)
  - Тикудзэн
  - Тикуго
  - Будзэн
  - Бунго
  - Хидзэн
  - Хиго
  - Хюга
  - Осуми (отделена от Хюга в 713 году)
  - (Танэ объединена с Хюга)
  - Сацума
  - Ики
  - Цусима

## После реставрации Мэйдзи (1868)
- Кинай (прилежащие к столице области)
  - Ямасиро
  - Ямато
  - Кавати
  - Идзуми
  - Сэтцу
- Тосандо (маршрут «восток — горы»)
  - Оми
  - Мино
  - Хида
  - Синано
  - Кодзукэ
  - Симоцукэ
  - (Муцу поделена на пять областей)
  - Муцу
  - Рикутю (отделена от Муцу)
  - Рикудзэн (отделена от Муцу)
  - Иваки[вд] (отделена от Муцу)
  - Ивасиро (отделена от Муцу)
  - (Дэва поделена на две области)
  - Удзэн (образована из части Дэва)
  - Уго (образована из части Дэва)
- Токайдо (маршрут «восток — море»)
  - Ига
  - Сима
  - Исэ
  - Овари
  - Микава
  - Тотоми
  - Суруга
  - Идзу
  - Каи
  - Сагами
  - Мусаси
  - Ава
  - Кадзуса
  - Симоса
  - Хитати
- Хокурикудо (маршрут «север — берег»)
  - Вакаса
  - Этидзэн
  - Кага
  - Ното
  - Эттю
  - Этиго
  - Садо
- Санъиндо (маршрут «горы — сзади»)
  - Тамба
  - Танго
  - Тадзима
  - Инаба
  - Хоки
  - Идзумо
  - Ивами
  - Оки
- Санъёдо (маршрут «горы — спереди»)
  - Харима
  - Мимасака
  - Бидзэн
  - Биттю
  - Бинго
  - Аки
  - Суо
  - Нагато
- Нанкайдо (маршрут «юг — море»)
  - Кии
  - Авадзи
  - Ава
  - Сануки
  - Иё
  - Тоса
- Сайкайдо (маршрут «запад — море»)
  - Тикудзэн
  - Тикуго
  - Будзэн
  - Бунго
  - Хидзэн
  - Хиго
  - Хюга
  - Осуми
  - Сацума
  - Ики
  - Цусима
  - Рюкю (ранее не рассматривалась как область)
- Хоккайдо (маршрут «север — море»)
  - Осима (ранее не рассматривалась как область)
  - Сирибэси (ранее не рассматривалась как область)
  - Ибури (ранее не рассматривалась как область)
  - Исикари (ранее не рассматривалась как область)
  - Тэсио (ранее не рассматривалась как область)
  - Китами (ранее не рассматривалась как область)
  - Хидака (ранее не рассматривалась как область)
  - Токати (ранее не рассматривалась как область)
  - Кусиро (ранее не рассматривалась как область)
  - Нэмуро (ранее не рассматривалась как область)
  - Тисима (ранее не рассматривалась как область)

## Некоторые короткие периоды
- - Титибу (некоторое время до 645 года, объединена с Мусаси)
  - Айдзу (некоторое время до 645 года, объединена с Муцу)
  - Хо (некоторое время до 645 года, объединена с Микава)
  - Синага (некоторое время до 645 года, объединена с Сагами)
  - Идзуми (приблизительно с 716 года по 738 год, отделена от Кавати)
  - Ёсино-гэн (приблизительно с 716 года по 738 год, отделена от Ямато)
  - Сува (приблизительно с 721 года по 738 год, отделена от Синано)
  - Иваки[вд] (приблизительно с 718 года по 724 год, отделена от Муцу)
  - Ивасэ (приблизительно с 718 года по 724 год, отделена от Муцу)